# Prima Divisione 1939-1940
| Indice Abruzzi e Molise · Calabria · Campania · Emilia · Lazio · Liguria · Lombardia · Lucania · Marche Piemonte · Puglia · Sardegna · Sicilia · Toscana · Veneto · Venezia Giulia · Venezia Tridentina Amara · Cirenaica · Egeo - Rodi · Eritrea · Galla e Sidama · Harar · Scioa · Somalia · Tripolitania |

Fu il quarto livello della XL edizione del campionato italiano di calcio.
La Prima Divisione (dal 1935-36 ex Seconda Divisione) fu organizzata e gestita dai Direttori Regionali di Zona.
Le finali per la promozione in Serie C erano gestite dal Direttorio Divisioni Superiori (D.D.S.) che aveva sede a Roma.

## Campionati
- Prima Divisione Abruzzi 1939-1940
- Prima Divisione Basilicata 1939-1940
- Prima Divisione Calabria 1939-1940
- Prima Divisione Campania 1939-1940
- Prima Divisione Emilia 1939-1940
- Prima Divisione Lazio 1939-1940
- Prima Divisione Liguria 1939-1940
- Prima Divisione Lombardia 1939-1940
- Prima Divisione Marche 1939-1940
- Prima Divisione Piemonte 1939-1940
- Prima Divisione Puglia 1939-1940
- Prima Divisione Sardegna 1939-1940
- Prima Divisione Sicilia 1939-1940
- Prima Divisione Toscana 1939-1940
- Prima Divisione Umbria 1939-1940
- Prima Divisione Veneto 1939-1940
- Prima Divisione Venezia Giulia 1939-1940
- Prima Divisione Venezia Tridentina 1939-1940

## Piemonte
Direttorio I Zona (Piemonte).
Sede: Via Ponza, 2 - Torino tel.43143.
Presidente: Gustavo Norzi.

### Girone A

#### Squadre partecipanti
| Squadra                    | Città (provincia)   | Stagione precedente |
| -------------------------- | ------------------- | ------------------- |
| A.C. Arona                 | Arona (NO)          |                     |
| G.C. Borgomaneresi         | Borgomanero (NO)    |                     |
| Dop. Borgosesia            | Borgosesia (VC)     |                     |
| G.S. C.A.N.S.A.            | Cameri (NO)         |                     |
| A.C. Cressese              | Cressa (NO)         |                     |
| Galliate Calcio            | Galliate (NO)       |                     |
| G.C. Gattinaresi           | Gattinara (VC)      |                     |
| A.C. Gozzano               | Gozzano (NO)        |                     |
| Oleggio Sportiva           | Oleggio (NO)        |                     |
| A.S. Cusiana (B = riserve) | Omegna (NO)         |                     |
| G.S.F. Pernate             | Pernate (NO)        |                     |
| S.S. Sparta                | Novara              |                     |
| A.S. Sunese                | Suno (NO)           |                     |
| U.S. Trecatese             | Trecate (NO)        |                     |
| Verbania Sportiva          | Verbania-Intra (NO) |                     |
| A.S. Villadossola          | Villadossola (NO)   |                     |

#### Classifica finale
|  | Pos. | Squadra   | Pt       | G  | V | N | P | GF | GS | QR |
|  | ---- | --------- | -------- | -- | - | - | - | -- | -- | -- |
|  | 1.   | Galliate  | ??       | 28 |   |   |   |    |    |    |
|  | 2.   | Arona     | ??       | 28 |   |   |   |    |    |    |
|  | 3.   | ???       | ??       | 28 |   |   |   |    |    |    |
|  | 4.   | ???       | ??       | 28 |   |   |   |    |    |    |
|  | 5.   | ???       | ??       | 28 |   |   |   |    |    |    |
|  | 6.   | Verbania  | 27       | 28 |   |   |   |    |    |    |
|  | 7.   | ???       | ??       | 28 |   |   |   |    |    |    |
|  | 8.   | ???       | ??       | 28 |   |   |   |    |    |    |
|  | 9.   | ???       | ??       | 28 |   |   |   |    |    |    |
|  | 10.  | ???       | ??       | 28 |   |   |   |    |    |    |
|  | 11.  | ???       | ??       | 28 |   |   |   |    |    |    |
|  | 12.  | ???       | ??       | 28 |   |   |   |    |    |    |
|  | 13.  | ???       | ??       | 28 |   |   |   |    |    |    |
|  | 14.  | ???       | ??       | 28 |   |   |   |    |    |    |
|  | 15.  | ???       | ??       | 28 |   |   |   |    |    |    |
|  | --.  | Cusiana B | Ritirata |    |   |   |   |    |    |    |

Legenda:
      Ammesso alle finali regionali.
Regolamento:
Due punti a vittoria, uno a pareggio, zero a sconfitta.
Quoziente reti in caso di pari punti, per qualsiasi posizione di classifica.

### Girone B

#### Squadre partecipanti
| Squadra                     | Città (provincia)     | Stagione precedente |
| --------------------------- | --------------------- | ------------------- |
| A.S. Aosta                  | Aosta                 |                     |
| A.S. Biellese (B = riserve) | Biella (VC)           |                     |
| G.S.F. Chivasso             | Chivasso (TO)         |                     |
| D.A. Cogne                  | Valdigna d'Aosta (AO) |                     |
| D.A. F.I.A.T.               | Torino                |                     |
| G.S. F.G.C. Ivrea           | Ivrea (TO)            |                     |
| A.C. Pinerolo (B = riserve) | Pinerolo (TO)         |                     |
| A.C. Saluzzo                | Saluzzo (CN)          |                     |
| G.S. Snia Viscosa           | Venaria Reale (TO)    |                     |
| G.S. Valpellice             | Torre Pellice (TO)    |                     |

#### Classifica finale
|  | Pos. | Squadra         | Pt | G  | V | N | P | GF | GS | QR |
|  | ---- | --------------- | -- | -- | - | - | - | -- | -- | -- |
|  | 1.   | Chivasso        | 25 | 17 |   |   |   |    |    |    |
|  | 2.   | Ivrea           | 25 | 17 |   |   |   |    |    |    |
|  | 3.   | Saluzzo         | 21 | 17 |   |   |   |    |    |    |
|  | 4.   | Cogne           | 19 | 17 |   |   |   |    |    |    |
|  | 5.   | Valpellice      | 19 | 17 |   |   |   |    |    |    |
|  | 6.   | F.I.A.T.        | 18 | 17 |   |   |   |    |    |    |
|  | 7.   | Biellese B      | 15 | 17 |   |   |   |    |    |    |
|  | 8.   | Snia Viscosa    | 14 | 17 |   |   |   |    |    |    |
|  | 9.   | Aosta           | 13 | 17 |   |   |   |    |    |    |
|  | 10.  | Pinerolo B (-1) | 0  | 17 |   |   |   |    |    |    |

Legenda:
      Ammesso alle finali regionali.
Regolamento:
Due punti a vittoria, uno a pareggio, zero a sconfitta.
Quoziente reti in caso di pari punti, per qualsiasi posizione di classifica.
Note:
Pinerolo B ha scontato 1 punto di penalizzazione in classifica per una rinuncia.
Mancano i risultati dell'ultima giornata.

### Girone C

#### Squadre partecipanti
| Squadra                         | Città (provincia)          | Stagione precedente |
| ------------------------------- | -------------------------- | ------------------- |
| Alessandria U.S. (B = riserve)  | Alessandria                |                     |
| A.C. Asti (B = riserve)         | Asti                       |                     |
| A.C. Bra                        | Bra (CN)                   |                     |
| A.S. Casale (B = riserve)       | Casale Monferrato (AL)     |                     |
| A.C. Cinzano                    | Santa Vittoria d'Alba (CN) |                     |
| A.C. Derthona                   | Tortona (AL)               |                     |
| D.A. Ilva                       | Novi Ligure (AL)           |                     |
| D.A. Lancia                     | Torino                     |                     |
| U.S. Pro Vercelli (B = riserve) | Vercelli                   |                     |
| Torino F.C. (B = riserve)       | Torino                     |                     |

#### Classifica finale
|  | Pos. | Squadra        | Pt       | G  | V | N | P | GF | GS | QR |
|  | ---- | -------------- | -------- | -- | - | - | - | -- | -- | -- |
|  | 1.   | Pro Vercelli B | 24       | 16 |   |   |   |    |    |    |
|  | 2.   | Alessandria B  | 22       | 16 |   |   |   |    |    |    |
|  | 3.   | Cinzano        | 19       | 16 |   |   |   |    |    |    |
|  | 4.   | Ilva Novi      | 18       | 16 |   |   |   |    |    |    |
|  | 5.   | Derthona       | 16       | 16 |   |   |   |    |    |    |
|  | 6.   | Lancia         | 15       | 16 |   |   |   |    |    |    |
|  | 7.   | Torino B       | 13       | 14 |   |   |   |    |    |    |
|  | 8.   | Asti B (-2)    | 5        | 14 |   |   |   |    |    |    |
|  | 9.   | Casale B (-1)  | 2        | 14 |   |   |   |    |    |    |
|  | --   | Bra            | Ritirata |    |   |   |   |    |    |    |

Legenda:
      Ammesso alle finali regionali.
Regolamento:
Due punti a vittoria, uno a pareggio, zero a sconfitta.
Quoziente reti in caso di pari punti, per qualsiasi posizione di classifica.
Note:
Casale B ha scontato 1 punto di penalizzazione in classifica per una rinuncia.
Asti B ha scontato 2 punti di penalizzazione in classifica per due rinunce.
Torino B, Asti B e Casale B due partite in meno.

## Lombardia
Direttorio II Zona (Lombardia).
Sede: Viale Piave 43 - Milano tel. 21925.
Presidente: Cav. Eraldo Gaudenzi.

### Girone A

#### Squadre partecipanti
| Squadra                       | Città (provincia)       | Stagione precedente |
| ----------------------------- | ----------------------- | ------------------- |
| G.C. Alfa Romeo (B = riserve) | Milano                  |                     |
| G.S.F. Bareggio               | Bareggio (MI)           |                     |
| Dop. Caproni                  | Milano-Taliedo          |                     |
| G.S.F. Corbetta               | Corbetta (MI)           |                     |
| G.S. Carlo Tresoldi           | Cassano d'Adda (MI)     |                     |
| G.R.F. Fabio Filzi            | Milano                  |                     |
| Dop. Falck (B = riserve)      | Sesto San Giovanni (MI) |                     |
| G.S. Fiamma Cremisi           | Milano                  |                     |
| U.S. Gerli (B = riserve)      | Cusano Milanino (MI)    |                     |
| A.C. Monza (B = riserve)      | Monza (MI)              |                     |

#### Classifica finale
|  | Pos. | Squadra        | Pt | G  | V  | N | P | GF | GS | QR   |
|  | ---- | -------------- | -- | -- | -- | - | - | -- | -- | ---- |
|  | 1.   | Caproni        | 27 | 18 | .  | . | . | .. | .. | ..   |
|  | 2.   | Bareggio       | 23 | 18 | .  | . | . | .. | .. | ..   |
|  | 3.   | Falck B        | 22 | 18 | .  | . | . | .. | .. | 1,94 |
|  | 4.   | Corbetta       | 22 | 18 | .  | . | . | .. | .. | 1,90 |
|  | 5.   | Gerli B        | 18 | 18 | .. | . | . | .. | .. |      |
|  | 6.   | Fabio Filzi    | 17 | 18 | .. | . | . | .. | .. | 0,96 |
|  | 7.   | Carlo Tresoldi | 17 | 18 | .. | . | . | .. | .. | 0,78 |
|  | 8.   | Alfa Romeo B   | 16 | 18 | .. | . | . | .. | .. |      |
|  | 9.   | Fiamma Cremisi | 12 | 18 | .. | . | . | .. | .. |      |
|  | 10.  | Monza B        | 6  | 18 | .. | . | . | .. | .. |      |

Legenda:
      Ammesso alle finali regionali.
Regolamento:
Due punti a vittoria, uno a pareggio, zero a sconfitta.
Quoziente reti in caso di pari punti, per qualsiasi posizione di classifica.

### Girone B

#### Squadre partecipanti
| Squadra                      | Città (provincia)    | Stagione precedente |
| ---------------------------- | -------------------- | ------------------- |
| Dop. Burgo                   | Maslianico (CO)      |                     |
| A.S. Como (B = riserve)      | Como                 |                     |
| A.S. Impero                  | Mariano Comense (CO) |                     |
| A.C. Lecco (B = riserve)     | Lecco (CO)           |                     |
| A.C. Lissone                 | Lissone (MI)         |                     |
| Dop. Comunale Meda           | Meda (MI)            |                     |
| Dop. Meroni                  | Erba (CO)            |                     |
| U.S. Olginatese              | Olginate (CO)        |                     |
| A.S.C. Seregno (B = riserve) | Seregno (MI)         |                     |
| Dop. Singer                  | Monza (MI)           |                     |

#### Classifica finale
|  | Pos. | Squadra      | Pt | G  | V  | N | P | GF | GS | QR   |
|  | ---- | ------------ | -- | -- | -- | - | - | -- | -- | ---- |
|  | 1.   | Meda         | 27 | 18 | .. | . | . | .. | .. |      |
|  | 2.   | Meroni       | 23 | 18 | .. | . | . | .. | .. |      |
|  | 3.   | Lissone      | 22 | 18 | .. | . | . | .. | .. |      |
|  | 4.   | Olginatese   | 19 | 18 | .. | . | . | .. | .. | 1,03 |
|  | 5.   | Burgo        | 19 | 18 | .. | . | . | .. | .. | 1,00 |
|  | 6.   | Singer       | 18 | 18 | .. | . | . | .. | .. |      |
|  | 7.   | Impero       | 16 | 18 | .. | . | . | .. | .. |      |
|  | 8.   | Seregno B    | 15 | 18 | .. | . | . | .. | .. | 1,08 |
|  | 9.   | Como B       | 15 | 18 | .. | . | . | .. | .. | 0,69 |
|  | 10.  | Lecco B (-1) | 8  | 18 | .. | . | . | .. | .. |      |

Legenda:
      Ammesso alle finali regionali.
Regolamento:
Due punti a vittoria, uno a pareggio, zero a sconfitta.
Quoziente reti in caso di pari punti, per qualsiasi posizione di classifica.
Note:
Lecco B ha scontato 1 punto di penalizzazione in classifica per una rinuncia.

### Girone C

#### Squadre partecipanti
| Squadra                                    | Città (provincia)       | Stagione precedente |
| ------------------------------------------ | ----------------------- | ------------------- |
| A.S. Ambrosiana-Inter (C = allievi)        | Milano                  |                     |
| G.S. Bernocchi                             | Legnano (MI)            |                     |
| Dop. Breda                                 | Sesto San Giovanni (MI) |                     |
| A.C. Castellanza                           | Castellanza (VA)        |                     |
| A.C. Legnano (B = riserve)                 | Legnano (MI)            |                     |
| Sez. Calcio della G.I.L.                   | Leggiuno (VA)           |                     |
| A.C. Luino                                 | Luino (VA)              |                     |
| Soc. Pro Patria et Libertate (B = riserve) | Busto Arsizio (VA)      |                     |
| Dop. Comunale Turbigo                      | Turbigo (MI)            |                     |
| Varese Sportiva (B = riserve)              | Varese                  |                     |

#### Classifica finale
|  | Pos. | Squadra            | Pt | G  | V  | N | P | GF | GS | QR   |
|  | ---- | ------------------ | -- | -- | -- | - | - | -- | -- | ---- |
|  | 1.   | Varese B           | 26 | 18 | .. | . | . | .. | .. | 2,44 |
|  | 2.   | Ambrosiana-Inter C | 26 | 18 | .. | . | . | .. | .. | 2,10 |
|  | 3.   | Breda              | 26 | 18 | .. | . | . | .. | .. | 1,95 |
|  | 4.   | Luino              | 24 | 18 | .. | . | . | .. | .. |      |
|  | 5.   | Pro Patria B       | 21 | 18 | .. | . | . | .. | .. |      |
|  | 6.   | Castellanza        | 16 | 18 | .. | . | . | .. | .. |      |
|  | 7.   | Bernocchi          | 14 | 18 | .. | . | . | .. | .. |      |
|  | 8.   | Legnano B          | 10 | 18 | .. | . | . | .. | .. |      |
|  | 9.   | Turbigo            | 9  | 18 | .. | . | . | .. | .. |      |
|  | 10.  | Leggiuno           | 6  | 18 | .. | . | . | .. | .. |      |

Legenda:
      Ammesso alle finali regionali.
Regolamento:
Due punti a vittoria, uno a pareggio, zero a sconfitta.
Quoziente reti in caso di pari punti, per qualsiasi posizione di classifica.

### Girone D

#### Squadre partecipanti
| Squadra                                 | Città (provincia)            | Stagione precedente |
| --------------------------------------- | ---------------------------- | ------------------- |
| G.S. 9 maggio                           | Vigevano (PV)                |                     |
| Abbiategrasso A.C.                      | Abbiategrasso (MI)           |                     |
| S.C. Italia                             | Voghera (PV)                 |                     |
| U.S. Medese                             | Mede (PV)                    |                     |
| A.S. Milano (C = allievi)               | Milano                       |                     |
| A.S. Pavese "Luigi Belli" (B = riserve) | Pavia                        |                     |
| A.C. Sannazzarese                       | Sannazzaro de' Burgondi (PV) |                     |
| U.S. Sartiranese                        | Sartirana Lomellina (PV)     |                     |
| A.C. Vigevano (B = riserve)             | Vigevano (PV)                |                     |
| D.A. Vittorio Necchi                    | Pavia                        |                     |

#### Classifica finale
|  | Pos. | Squadra              | Pt | G  | V  | N | P | GF | GS | QR   |
|  | ---- | -------------------- | -- | -- | -- | - | - | -- | -- | ---- |
|  | 1.   | Sannazzarese         | 27 | 18 | .. | . | . | .. | .. | 2,35 |
|  | 2.   | Medese               | 27 | 18 | .. | . | . | .. | .. | 1,84 |
|  | 3.   | Vigevano B           | 26 | 18 | .. | . | . | .. | .. |      |
|  | 4.   | Vittorio Necchi      | 18 | 18 | .. | . | . | .. | .. | 1,22 |
|  | 5.   | Italia               | 18 | 18 | .. | . | . | .. | .. | 1,14 |
|  | 6.   | Abbiategrasso        | 16 | 18 | .. | . | . | .. | .. |      |
|  | 7.   | Sartiranese          | 15 | 18 | .. | . | . | .. | .. | 0,77 |
|  | 8.   | Milano C             | 15 | 18 | .. | . | . | .. | .. | 0,70 |
|  | 9.   | 9 maggio             | 10 | 18 | .. | . | . | .. | .. |      |
|  | 10.  | Pavese Luigi Belli B | 7  | 18 | .. | . | . | .. | .. |      |

Legenda:
      Ammesso alle finali regionali.
Regolamento:
Due punti a vittoria, uno a pareggio, zero a sconfitta.
Quoziente reti in caso di pari punti, per qualsiasi posizione di classifica.

### Girone E

#### Squadre partecipanti
| Squadra                         | Città (provincia)          | Stagione precedente |
| ------------------------------- | -------------------------- | ------------------- |
| A.C. Codogno (B = riserve)      | Codogno (MI)               |                     |
| A.C. Crema (B = riserve)        | Crema (CR)                 |                     |
| U.S. Cremonese (B = riserve)    | Cremona                    |                     |
| A.S. Fanfulla (B = riserve)     | Lodi (MI)                  |                     |
| U.S. Fiorenzuola                | Fiorenzuola d'Arda (PC)    |                     |
| A.S. Melegnanese                | Melegnano (MI)             |                     |
| Olubra Sportiva                 | Castel San Giovanni (PC)   |                     |
| Piacenza Sportiva (B = riserve) | Piacenza                   |                     |
| Sant'Angelo Sportiva            | Sant'Angelo Lodigiano (MI) |                     |

#### Classifica finale
|  | Pos. | Squadra      | Pt | G  | V  | N | P  | GF | GS | QR   |
|  | ---- | ------------ | -- | -- | -- | - | -- | -- | -- | ---- |
|  | 1.   | Fanfulla B   | 24 | 16 | 10 | 4 | 2  | 48 | 20 | 2,40 |
|  | 2.   | Fiorenzuola  | 19 | 16 | 9  | 1 | 6  | 38 | 23 | 1,70 |
|  | 3.   | Melegnanese  | 19 | 16 | 8  | 3 | 5  | 28 | 33 | 0,85 |
|  | 4.   | Sant'Angelo  | 18 | 16 | 6  | 6 | 4  | 36 | 23 | 1,57 |
|  | 5.   | Cremonese B  | 16 | 16 | 7  | 2 | 7  | 50 | 37 | 1,35 |
|  | 6.   | Olubra       | 14 | 16 | 5  | 4 | 7  | 33 | 41 | 0,80 |
|  | 7.   | Piacenza B   | 12 | 16 | 3  | 6 | 7  | 19 | 37 | 0,52 |
|  | 8.   | Codogno B    | 12 | 16 | 4  | 4 | 8  | 16 | 44 | 0,36 |
|  | 9.   | Crema B (-1) | 9  | 16 | 4  | 2 | 10 | 18 | 28 | 0,64 |

Legenda:
      Ammesso alle finali regionali.
Regolamento:
Due punti a vittoria, uno a pareggio, zero a sconfitta.
Quoziente reti in caso di pari punti, per qualsiasi posizione di classifica.
Note:
Crema B ha scontato 1 punto di penalizzazione in classifica per una rinuncia.

### Girone F

#### Squadre partecipanti
| Squadra                                  | Città (provincia)         | Stagione precedente |
| ---------------------------------------- | ------------------------- | ------------------- |
| U.S. Ardens (B = riserve)                | Bergamo                   |                     |
| Atalanta Bergamasca Calcio (B = riserve) | Bergamo                   |                     |
| A.C. Brescia (B = riserve)               | Brescia                   |                     |
| Dop.Az. Cartiere Pigna                   | Alzano Lombardo (BG)      |                     |
| A.S. Falco                               | Albino (BG)               |                     |
| Dop. Marzotto                            | Manerbio (BS)             |                     |
| A.C. Pro Palazzolo                       | Palazzolo sull'Oglio (BS) |                     |
| A.C. Sebinia                             | Lovere (BG)               |                     |

#### Classifica finale
|  | Pos. | Squadra           | Pt | G  | V  | N | P | GF | GS | QR   |
|  | ---- | ----------------- | -- | -- | -- | - | - | -- | -- | ---- |
|  | 1.   | Pro Palazzolo     | 20 | 14 | 9  | 2 | 3 | 35 | 20 | 1,75 |
|  | 2.   | Atalanta B        | 20 | 14 | 10 | 0 | 4 | 48 | 17 | 2,82 |
|  | 3.   | Marzotto Manerbio | 17 | 14 | 7  | 3 | 4 | 29 | 24 | 1,21 |
|  | 4.   | Sebinia           | 13 | 14 | 5  | 3 | 6 | 31 | 23 | 1,35 |
|  | 5.   | Brescia B         | 15 | 14 | 6  | 3 | 5 | 25 | 19 | 1,31 |
|  | 6.   | Ardens B          | 10 | 14 | 4  | 2 | 8 | 15 | 40 | 0,37 |
|  | 7.   | Cartiere Pigna    | 9  | 14 | 4  | 1 | 9 | 22 | 39 | 0,56 |
|  | 8.   | Falco             | 8  | 14 | 3  | 2 | 9 | 20 | 43 | 0,46 |

Legenda:
      Ammesso alle finali regionali.
Regolamento:
Due punti a vittoria, uno a pareggio, zero a sconfitta.
Quoziente reti in caso di pari punti, per qualsiasi posizione di classifica.

### Girone finale

#### Classifica finale
|  | Pos. | Squadra          | Pt | G  | V  | N | P | GF | GS | QR   |
|  | ---- | ---------------- | -- | -- | -- | - | - | -- | -- | ---- |
|  | 1.   | Meda             | 13 | 10 | .. | . | . | .. | .. |      |
|  | 2.   | Pro Palazzolo    | 12 | 10 | .. | . | . | .. | .. | 1,31 |
|  | 3.   | Caproni          | 12 | 10 | .. | . | . | .. | .. | 1,16 |
|  | 4.   | Breda            | 11 | 10 | .. | . | . | .. | .. |      |
|  | 5.   | Sannazzarese     | 9  | 10 | .. | . | . | .. | .. |      |
|  | 6.   | Fiorenzuola (-1) | 2  | 10 | .. | . | . | .. | .. |      |

Legenda:
      Promossa in Serie C 1940-1941.
Regolamento:
Due punti a vittoria, uno a pareggio, zero a sconfitta.
Quoziente reti in caso di pari punti, per qualsiasi posizione di classifica.
Note:
Fiorenzuola ha scontato 1 punto di penalizzazione in classifica per una rinuncia.

### Verdetti finali
- Meda e Pro Palazzolo (grazie al miglior quoziente reti) sono promosse in Serie C 1940-1941.

## Veneto
Direttorio III Zona (Veneto).
Sede: Venezia.
Presidente: Antonio Scalabrin.

### Girone A

#### Squadre partecipanti
| Squadra                      | Città (provincia)    | Stagione precedente |
| ---------------------------- | -------------------- | ------------------- |
| S.S. Adriese                 | Adria (RO)           |                     |
| A.C. Belluno                 | Belluno              |                     |
| Dop. Comunale Ceggia         | Ceggia (VE)          |                     |
| Dop. Comunale Dolo           | Dolo (VE)            |                     |
| A.F.C. Mestre (B = riserve)  | Venezia-Mestre       |                     |
| Dop. Moretti                 | Venezia-Murano       |                     |
| A.C. Padova (B = riserve)    | Padova               |                     |
| A.C. Treviso (B = riserve)   | Treviso              |                     |
| A.F.C. Venezia (C = allievi) | Venezia              |                     |
| A.S. Vittorio Veneto         | Vittorio Veneto (TV) |                     |

#### Classifica finale
|  | Pos. | Squadra         | Pt       | G  | V  | N | P  | GF | GS | QR    |
|  | ---- | --------------- | -------- | -- | -- | - | -- | -- | -- | ----- |
|  | 1.   | Belluno         | 26       | 16 | 12 | 2 | 2  | 45 | 11 | 4,090 |
|  | 2.   | Padova B        | 25       | 16 | 11 | 3 | 2  | 57 | 16 | 3,562 |
|  | 3.   | Vittorio Veneto | 20       | 16 | 8  | 4 | 4  | 31 | 22 | 1,409 |
|  | 4.   | Libertas Ceggia | 19       | 16 | 9  | 1 | 6  | 25 | 24 | 1,041 |
|  | 5.   | Dolo            | 16       | 16 | 8  | 0 | 8  | 24 | 34 | 0,705 |
|  | 6.   | Venezia C       | 14       | 16 | .6 | 2 | 8  | 30 | 31 | 0,967 |
|  | 7.   | Mestre B        | 11       | 16 | 5  | 1 | 10 | 26 | 44 | 0,590 |
|  | 8.   | Adriese         | 8        | 16 | 2  | 4 | 10 | 23 | 55 | 0,418 |
|  | 9.   | Treviso B       | 5        | 16 | 2  | 1 | 13 | 17 | 45 | 0,377 |
|  | --   | Murano          | Ritirato |    |    |   |    |    |    |       |

Legenda:
      Ammesso alle finali regionali.
Regolamento:
Due punti a vittoria, uno a pareggio, zero a sconfitta.
Quoziente reti in caso di pari punti, per qualsiasi posizione di classifica.

### Girone B

#### Squadre partecipanti
| Squadra                        | Città (provincia)      | Stagione precedente |
| ------------------------------ | ---------------------- | ------------------- |
| Dop.Az. Burgo                  | Lugo Vicentino (VI)    |                     |
| Dop. Lanificio Rossi           | Piovene Rocchette (VI) |                     |
| A.C. G.I.L.                    | Lonigo (VI)            |                     |
| Dop. Comunale Malo             | Malo (VI)              |                     |
| Dop.Az. Marzotto (B = riserve) | Valdagno (VI)          |                     |
| Dop.Az. Pellizzari Arzignano   | Arzignano (VI)         |                     |
| O.N.D. Comunale Savoia         | Thiene (VI)            |                     |
| A.F.C. Schio (B = riserve)     | Schio (VI)             |                     |
| A.F.C. Vicenza (B = riserve)   | Vicenza                |                     |

#### Classifica finale
|  | Pos. | Squadra              | Pt | G  | V | N | P | GF | GS | QR    |
|  | ---- | -------------------- | -- | -- | - | - | - | -- | -- | ----- |
|  | 1.   | Marzotto Valdagno B  | 26 | 16 | . | . | . | .. | .. |       |
|  | 2.   | Vicenza B            | 25 | 16 | . | . | . | .. | .. |       |
|  | 3.   | Savoia               | 19 | 16 | . | . | . | .. | .. | 1,400 |
|  | 4.   | Lanificio Rossi      | 19 | 16 | . | . | . | .. | .. | 1,090 |
|  | 5.   | Pellizzari Arzignano | 16 | 16 | . | . | . | .. | .. |       |
|  | 6.   | Lonigo               | 11 | 16 | . | . | . | .. | .. | 0,707 |
|  | 7.   | Schio B              | 11 | 16 | . | . | . | .. | .. | 0,684 |
|  | 8.   | Malo                 | 11 | 16 | . | . | . | .. | .. | 0,578 |
|  | 9.   | Burgo                | 6  | 16 | . | . | . | .. | .. |       |

Legenda:
      Ammesso alle finali regionali.
Regolamento:
Due punti a vittoria, uno a pareggio, zero a sconfitta.
Quoziente reti in caso di pari punti, per qualsiasi posizione di classifica.
Verdetti:
- Il Savoia è ammesso al girone di finale per la promozione in Serie C 1940-1941.
- Il Marzotto B è ammesso alle finali delle riserve.

### Girone C

#### Squadre partecipanti
| Squadra                     | Città (provincia)       | Stagione precedente |
| --------------------------- | ----------------------- | ------------------- |
| U.S. Audace (B = riserve)   | Verona-S. Michele Extra |                     |
| Dop. Bovolone               | Bovolone (VR)           |                     |
| U.S. Cadidavid              | Verona-Cadidavid        |                     |
| G.S.F. Cerea                | Cerea (VR)              |                     |
| A.C. Legnago (B = riserve)  | Legnago (VR)            |                     |
| G.C. "Mario Zuppini"        | Sanguinetto (VR)        |                     |
| G.S.F. Rovigo (B = riserve) | Rovigo                  |                     |
| A.C. Scaligera              | Isola della Scala (VR)  |                     |
| A.C. Verona (B = riserve)   | Verona                  |                     |

#### Classifica finale
|  | Pos. | Squadra           | Pt | G  | V  | N | P  | GF | GS | QR    |
|  | ---- | ----------------- | -- | -- | -- | - | -- | -- | -- | ----- |
|  | 1.   | Verona B          | 25 | 16 | 11 | 3 | 2  | 44 | 16 | 2,750 |
|  | 2.   | Cerea             | 22 | 16 | 9  | 4 | 3  | 32 | 16 | 2,000 |
|  | 3.   | Legnago B         | 18 | 16 | 8  | 2 | 6  | 42 | 26 | 2,625 |
|  | 4.   | Scaligera         | 18 | 16 | 8  | 2 | 6  | 35 | 30 | 1,166 |
|  | 5.   | Bovolone          | 16 | 16 | 6  | 4 | 6  | 33 | 34 | 0,970 |
|  | 6.   | Rovigo B          | 16 | 16 | 7  | 2 | 7  | 33 | 38 | 0,868 |
|  | 7.   | "Mario Zuppini"   | 13 | 16 | 6  | 1 | 9  | 25 | 28 | 0,892 |
|  | 8.   | Cadidavid         | 11 | 16 | 3  | 5 | 8  | 25 | 35 | 0,714 |
|  | 9.   | Audace SME B (-1) | 4  | 16 | 2  | 1 | 13 | 23 | 67 | 0,343 |

Legenda:
      Ammesso alle finali regionali.
Regolamento:
Due punti a vittoria, uno a pareggio, zero a sconfitta.
Quoziente reti in caso di pari punti, per qualsiasi posizione di classifica.
Note:
Audace San Michele B ha scontato 1 punto di penalizzazione in classifica per una rinuncia.
Verdetti:
- Il Cerea è ammesso al girone di finale per la promozione in Serie C 1940-1941.
- Il Verona B è ammesso alle finali delle riserve.

## Venezia Tridentina
Direttorio IV Zona (Venezia Tridentina - Trentino-Alto Adige).
Sede: Trento.
Presidente: Adalberto Bragagna.

### Squadre partecipanti
| Squadra                   | Città (provincia)   | Stagione precedente |
| ------------------------- | ------------------- | ------------------- |
| S.S. Benacense            | Riva del Garda (TN) |                     |
| Dop. Ferroviario          | Bolzano             |                     |
| G.C. del Dop. Rovereto    | Rovereto (TN)       |                     |
| A.C. Trento (B = riserve) | Trento              |                     |
| A.C. Verona (C = allievi) | Verona              |                     |

### Classifica finale
|  | Pos. | Squadra     | Pt | G | V | N | P | GF | GS | QR |
|  | ---- | ----------- | -- | - | - | - | - | -- | -- | -- |
|  | 1.   | Verona C    | 12 | 8 | 5 | 2 | 1 | 17 | 6  |    |
|  | 2.   | Rovereto    | 9  | 8 | 3 | 3 | 2 | 14 | 10 |    |
|  | 3.   | Ferroviario | 8  | 8 | 3 | 2 | 3 | 12 | 13 |    |
|  | 4.   | Benacense   | 6  | 8 | 2 | 2 | 4 | 15 | 20 |    |
|  | 5.   | Trento B    | 5  | 8 | 2 | 1 | 5 | 12 | 21 |    |

Legenda:
Regolamento:
Due punti a vittoria, uno a pareggio, zero a sconfitta.
Quoziente reti in caso di pari punti, per qualsiasi posizione di classifica.
Verdetto:

## Venezia Giulia
Direttorio V Zona (Venezia Giulia).
Sede: Trieste.
Presidente: Piero Sponza.
Girone unico:

### Squadre partecipanti
| Squadra                                | Città (provincia)           | Stagione precedente |
| -------------------------------------- | --------------------------- | ------------------- |
| A.C. Basiliano                         | Basiliano (UD)              |                     |
| D.A. C.R.D.A. Monfalcone (B = riserve) | Monfalcone (GO)             |                     |
| Dop. Codroipo                          | Codroipo (UD)               |                     |
| A.S. Cormonese                         | Cormons (UD)                |                     |
| A.C. Fortitudo                         | Trieste                     |                     |
| A.C. Pieris                            | Pieris (UD)                 |                     |
| S.S. Ponziana (B = riserve)            | Trieste                     |                     |
| D.A. S.A.F.R.E.C.                      | Udine                       |                     |
| O.N.D. San Daniele del Friuli          | San Daniele del Friuli (UD) |                     |
| A.C. Serenissima                       | Palmanova (UD)              |                     |
| O.N.D. Tricesimo                       | Tricesimo (UD)              |                     |
| U.S. Triestina (B = riserve)           | Trieste                     |                     |
| A.C. Udinese (B=riserve)               | Udine                       |                     |
| A.C. Valvasone                         | Arzene (UD)                 |                     |

### Classifica finale
|  | Pos. | Squadra                | Pt | G  | V | N | P | GF | GS | QR    |
|  | ---- | ---------------------- | -- | -- | - | - | - | -- | -- | ----- |
|  | 1.   | Udinese B              | 44 | 26 | . | . | . | .. | .. |       |
|  | 2.   | Pieris                 | 35 | 26 | . | . | . | .. | .. |       |
|  | 3.   | Codroipo               | 30 | 26 | . | . | . | .. | .. | ?,??? |
|  | 4.   | SAFREC                 | 30 | 26 | . | . | . | .. | .. | ?,??? |
|  | 5.   | Basiliano              | 29 | 26 | . | . | . | .. | .. | ?,??? |
|  | 6.   | San Daniele del Friuli | 29 | 26 | . | . | . | .. | .. | ?,??? |
|  | 7.   | Ponziana B             | 28 | 26 | . | . | . | .. | .. |       |
|  | 8.   | Cormonese              | 23 | 26 | . | . | . | .. | .. | ?,??? |
|  | 9.   | Tricesimo              | 23 | 26 | . | . | . | .. | .. | ?,??? |
|  | 10.  | CRDA Monfalcone B      | 23 | 26 | . | . | . | .. | .. | ?,??? |
|  | 11.  | Triestina B            | 20 | 26 | . | . | . | .. | .. |       |
|  | 12.  | Fortitudo Trieste      | 18 | 26 | . | . | . | .. | .. | ?,??? |
|  | 13.  | Valvasone              | 18 | 26 | . | . | . | .. | .. | ?,??? |
|  | 14.  | Serenissima Palmanova  | 13 | 26 | . | . | . | .. | .. |       |

Legenda:
      Promosso in Serie C 1940-1941.
      Retrocesso in Seconda Divisione.
Regolamento:
Due punti a vittoria, uno a pareggio, zero a sconfitta.
Quoziente reti in caso di pari punti, per qualsiasi posizione di classifica.
Note:
Manca un punto dal computo finale (probabilmente un punto di penalizzazione).

## Liguria
Direttorio VI Zona (Liguria).
Sede: Genova.
Presidente: Giovanni Buttignol.

### Girone A

#### Squadre partecipanti
| Squadra                                      | Città (provincia)     | Stagione precedente |
| -------------------------------------------- | --------------------- | ------------------- |
| U.S. Aullese                                 | Aulla (AU)            |                     |
| Pol. Manlio Cavagnaro (B = riserve)          | Genova-Sestri Ponente |                     |
| A.C. Entella (B = riserve)                   | Chiavari (GE)         |                     |
| D.A. Fit Sestri Levante                      | Sestri Levante (GE)   |                     |
| Genova 1893 Circolo del Calcio (B = riserve) | Genova                |                     |
| Dop. Dipendenti Municipali La Spezia         | La Spezia             |                     |
| U.S. Sarzanese                               | Sarzana (SP)          |                     |

#### Classifica finale
|  | Pos. | Squadra                     | Pt | G  | V | N | P | GF | GS | QR    |
|  | ---- | --------------------------- | -- | -- | - | - | - | -- | -- | ----- |
|  | 1.   | Aullese                     | 17 | 12 | 7 | 3 | 2 | 19 | 9  |       |
|  | 2.   | Dip.ti Municipali La Spezia | 15 | 11 | 7 | 1 | 6 | 17 | 10 | 1,700 |
|  | 3.   | FIT Sestri Levante          | 15 | 12 | 6 | 3 | 3 | 28 | 19 | 1,474 |
|  | 4.   | Sarzanese                   | 14 | 11 | 6 | 2 | 3 | 20 | 13 |       |
|  | 5.   | Manlio Cavagnaro B          | 10 | 12 | 3 | 4 | 5 | 7  | 16 |       |
|  | 6.   | Genova 1893 B               | 8  | 12 | 4 | 0 | 8 | 16 | 20 |       |
|  | 7.   | Entella B                   | 3  | 12 | 0 | 3 | 9 | 7  | 27 |       |

Legenda:
      Ammesso alle finali regionali.
Regolamento:
Due punti a vittoria, uno a pareggio, zero a sconfitta.
Quoziente reti in caso di pari punti, per qualsiasi posizione di classifica.
Note:
Dipendenti Municipali e Sarzanese una partita in meno.

### Girone B

#### Squadre partecipanti
| Squadra                         | Città (provincia)  | Stagione precedente |
| ------------------------------- | ------------------ | ------------------- |
| A.C. Andrea Doria (B = riserve) | Genova             |                     |
| D.S. Grifone Ausonia            | Genova             |                     |
| G.A.S.C. Ilva                   | Savona             |                     |
| G.S. Littorio (B = riserve)     | Genova-Rivarolo    |                     |
| U.S. Olimpia                    | Genova             |                     |
| Pol. Valpolcevera (B = riserve) | Genova-Pontedecimo |                     |

#### Classifica finale
|  | Pos. | Squadra         | Pt | G  | V  | N | P | GF | GS | QR     |
|  | ---- | --------------- | -- | -- | -- | - | - | -- | -- | ------ |
|  | 1.   | Ilva Savona     | 20 | 10 | 10 | 0 | 0 | 42 | 4  | 10,500 |
|  | 2.   | Andrea Doria B  | 13 | 10 | 5  | 3 | 2 | 19 | 15 | 1,266  |
|  | 3.   | Valpolcevera B  | 9  | 10 | 4  | 1 | 5 | 14 | 20 | 0,700  |
|  | 4.   | Littorio B      | 8  | 10 | 3  | 2 | 5 | 15 | 24 | 0,625  |
|  | 5.   | Grifone Ausonia | 7  | 10 | 3  | 1 | 6 | 16 | 23 | 0,695  |
|  | 6.   | Olimpia         | 3  | 10 | 0  | 3 | 7 | 13 | 33 | 0,394  |

Legenda:
      Ammesso alle finali regionali.
Regolamento:
Due punti a vittoria, uno a pareggio, zero a sconfitta.
Quoziente reti in caso di pari punti, per qualsiasi posizione di classifica.

### Girone C

#### Squadre partecipanti
| Squadra                    | Città (provincia)    | Stagione precedente                                               |
| -------------------------- | -------------------- | ----------------------------------------------------------------- |
| A.S. Finalese              | Finale Ligure (SV)   |                                                                   |
| U.S. Imperia               | Imperia              | "A" 6ª in Serie C/gir.D e sciolta, "B" 8ª in 1ª Div.Liguria/gir.B |
| A.C. Liguria (B = riserve) | Genova-Sampierdarena |                                                                   |
| Provincia Savona           | Savona               |                                                                   |
| U.S. Sanremese (B=riserve) | Sanremo (IM)         |                                                                   |
| A.C. Savona (B=riserve)    | Savona               |                                                                   |
| A.S. Varazze               | Varazze (SV)         |                                                                   |

#### Classifica finale
|  | Pos. | Squadra          | Pt | G  | V | N | P | GF | GS | QR    |
|  | ---- | ---------------- | -- | -- | - | - | - | -- | -- | ----- |
|  | 1.   | Savona B         | 13 | 10 | 5 | 3 | 2 | 19 | 9  |       |
|  | 2.   | Varazze          | 12 | 11 | 5 | 2 | 4 | 15 | 7  | 2,142 |
|  | 3.   | Liguria B        | 12 | 10 | 5 | 2 | 3 | 23 | 15 | 1,533 |
|  | 4.   | Finalese         | 11 | 11 | 5 | 1 | 5 | 16 | 24 |       |
|  | 5.   | Sanremese B      | 8  | 11 | 2 | 4 | 5 | 15 | 26 | 0,577 |
|  | 6.   | Imperia (B) (-1) | 8  | 11 | 4 | 1 | 6 | 12 | 22 | 0,545 |
|  | 7.   | Provincia Savona | 5  | 6  | 2 | 1 | 3 | 13 | 10 |       |

Legenda:
      Ammesso alle finali regionali.
Regolamento:
Due punti a vittoria, uno a pareggio, zero a sconfitta.
Quoziente reti in caso di pari punti, per qualsiasi posizione di classifica.
Note:
Savona B e Liguria B una partita in meno.

### Fase finale

#### Classifica finale
|  | Pos. | Squadra                     | Pt | G  | V | N | P | GF | GS | QR    |
|  | ---- | --------------------------- | -- | -- | - | - | - | -- | -- | ----- |
|  | 1.   | Aullese                     | 15 | 10 | 7 | 1 | 2 | 26 | 9  |       |
|  | 2.   | Ilva Savona                 | 13 | 10 | 6 | 1 | 3 | 28 | 14 | 2,000 |
|  | 3.   | Varazze                     | 13 | 10 | 5 | 3 | 2 | 24 | 15 | 1,600 |
|  | 4.   | Dip.ti Municipali La Spezia | 11 | 10 | 4 | 3 | 3 | 18 | 11 |       |
|  | 5.   | Finalese                    | 6  | 10 | 2 | 2 | 6 | 11 | 27 |       |
|  | 6.   | Grifone Ausonia             | 2  | 10 | 1 | 0 | 9 | 9  | 39 |       |

Legenda:
      Promosso in Serie C.
Regolamento:
Due punti a vittoria, uno a pareggio, zero a sconfitta.
Quoziente reti in caso di pari punti, per qualsiasi posizione di classifica.

## Emilia
Direttorio VII Zona (Emilia).
Sede: Via Ugo Bassi Locali Borsa 26-B - Bologna.
Presidente: Rag. Carlo Mazzantini.

### Girone A

#### Squadre partecipanti
| Squadra                        | Città (provincia)     | Stagione precedente |
| ------------------------------ | --------------------- | ------------------- |
| G.S.F. Bagnolese               | Bagnolo in Piano (RE) |                     |
| A.C. Carpi (B = riserve)       | Carpi (MO)            |                     |
| A.C. Correggio                 | Correggio (RE)        |                     |
| Felino                         | Felino (PR)           |                     |
| A.C. "Gianni Corradini"        | Suzzara (MN)          |                     |
| A.C. Luzzarese                 | Luzzara (RE)          |                     |
| Mantova Sportiva (B = riserve) | Mantova               |                     |
| A.S. Parma (B = riserve)       | Parma                 |                     |
| Pro Calcio                     | Guastalla (RE)        |                     |
| A.C. Reggiana (B = riserve)    | Reggio Emilia         |                     |
| A.C. Spilamberto               | Spilamberto (MO)      |                     |

#### Classifica finale
|  | Pos. | Squadra            | Pt | G  | V  | N | P  | GF | GS | QR    |
|  | ---- | ------------------ | -- | -- | -- | - | -- | -- | -- | ----- |
|  | 1.   | "Gianni Corradini" | 33 | 20 | 15 | 3 | 2  | 58 | 16 |       |
|  | 2.   | Mantova B          | 24 | 20 | 10 | 4 | 6  | 44 | 28 | 1,571 |
|  | 3.   | Spilamberto        | 24 | 20 | 10 | 4 | 6  | 46 | 33 | 1,394 |
|  | 4.   | Correggio          | 22 | 20 | 8  | 6 | 6  | 31 | 29 | 1,069 |
|  | 5.   | Reggiana B         | 22 | 20 | 8  | 6 | 6  | 34 | 33 | 1,030 |
|  | 6.   | Felino             | 19 | 20 | 8  | 3 | 9  | 33 | 32 | 1,031 |
|  | 7.   | Pro Calcio         | 19 | 20 | 7  | 5 | 8  | 26 | 38 | 0,684 |
|  | 8.   | Parma B (-1)       | 18 | 20 | 8  | 3 | 9  | 25 | 26 |       |
|  | 9.   | Carpi B            | 16 | 20 | 6  | 4 | 10 | 19 | 33 |       |
|  | 10.  | Bagnolese (-1)     | 14 | 20 | 6  | 3 | 11 | 27 | 42 |       |
|  | 11.  | Luzzarese          | 7  | 20 | 1  | 5 | 14 | 17 | 50 |       |

Legenda:
      Ammesso alle finali regionali.
Regolamento:
Due punti a vittoria, uno a pareggio, zero a sconfitta.
Quoziente reti in caso di pari punti, per qualsiasi posizione di classifica.
Note:
Parma B e Bagnolese hanno scontato 1 punto di penalizzazione in classifica per una rinuncia.

### Girone B

#### Squadre partecipanti
| Squadra                      | Città (provincia)      | Stagione precedente |
| ---------------------------- | ---------------------- | ------------------- |
| S.S. Amatori Calcio          | Bologna                |                     |
| Direzione Artiglieria        | Bologna                |                     |
| A.S. Bagnacavallo            | Bagnacavallo (RA)      |                     |
| G.I.L. Castelbolognese       | Castel Bolognese (RA)  |                     |
| U.S. Cesenatico              | Cesenatico (FO)        |                     |
| Faenza Sportiva              | Faenza (RA)            |                     |
| A.S. Forlì (B = riserve)     | Forlì                  |                     |
| U.S. Libertas (B = riserve)  | Rimini (FO)            |                     |
| U.S. Imolese Francesco Zardi | Imola (BO)             |                     |
| S.S. Panigale                | Bologna-Borgo Panigale |                     |
| A.C. Ravenna (B = riserve)   | Ravenna                |                     |

#### Classifica finale
|  | Pos. | Squadra         | Pt | G  | V | N | P | GF | GS | QR |
|  | ---- | --------------- | -- | -- | - | - | - | -- | -- | -- |
|  | 1.   | Amatori Bologna | ?? | 20 | . | . | . | .  | .  |    |
|  | 2.   | Sconosciuta     | ?? | 20 | . | . | . | .  | .  |    |
|  | 3.   | Sconosciuta     | ?? | 20 | . | . | . | .  | .  |    |
|  | 4.   | Sconosciuta     | ?? | 20 | . | . | . | .  | .  |    |
|  | 5.   | Faenza          | ?? | 20 | . | . | . | .  | .  |    |
|  | 6.   | Sconosciuta     | ?? | 20 | . | . | . | .  | .  |    |
|  | 7.   | Sconosciuta     | ?? | 20 | . | . | . | .  | .  |    |
|  | 8.   | Sconosciuta     | ?? | 20 | . | . | . | .  | .  |    |
|  | 9.   | Sconosciuta     | ?? | 20 | . | . | . | .  | .  |    |
|  | 10.  | Sconosciuta     | ?? | 20 | . | . | . | .  | .  |    |
|  | 11.  | Sconosciuta     | ?? | 20 | . | . | . | .  | .  |    |

Legenda:
      Ammesso alle finali regionali.
Regolamento:
Due punti a vittoria, uno a pareggio, zero a sconfitta.
Quoziente reti in caso di pari punti, per qualsiasi posizione di classifica.

#### Finale
|                 | Risultati |                 | Luogo e data            |
| --------------- | --------- | --------------- | ----------------------- |
| Suzzara         | 4 - 0     | Amatori Bologna | Suzzara, 23 maggio 1940 |
| Amatori Bologna | 2 - 1     | Suzzara         | Bologna, 26 maggio 1940 |
|                 |           |                 |                         |

### Verdetti finali
- La "Gianni Corradini" di Suzzara è Campione Emiliano di Prima Divisione e promosso in Serie C 1940-1941.

## Toscana
Direttorio VIII Zona (Toscana).
Sede: Firenze.
Presidente: Dante Berretti.

### Girone A

#### Squadre partecipanti
| Squadra                              | Città (provincia)    | Stagione precedente |
| ------------------------------------ | -------------------- | ------------------- |
| Dop. Az. C.M.A.S.A.                  | Pisa-Marina di Pisa  |                     |
| U.S. Elbana                          | Portoferraio (LI)    |                     |
| A.S. Forte dei Marmi                 | Forte dei Marmi (LU) |                     |
| U.S. Livorno (B = riserve)           | Livorno              |                     |
| U.S. Lucchese Libertas (B = riserve) | Lucca                |                     |
| A.C. Pietrasanta                     | Pietrasanta (LU)     |                     |
| Dop. Comunale Piombino               | Piombino (LI)        |                     |
| A.C. Pisa (B = riserve)              | Pisa                 |                     |
| U.S.F. Pontedera (B = riserve)       | Pontedera (PI)       |                     |

### Classifica finale
|  | Pos. | Squadra         | Pt | G  | V  | N | P  | GF | GS | QR   |
|  | ---- | --------------- | -- | -- | -- | - | -- | -- | -- | ---- |
|  | 1.   | Livorno B       | 27 | 16 | 12 | 3 | 1  | 47 | 13 |      |
|  | 2.   | Forte dei Marmi | 18 | 16 | 9  | 0 | 7  | 46 | 32 |      |
|  | 3.   | Piombino        | 17 | 16 | 8  | 1 | 7  | 39 | 40 |      |
|  | 4.   | Lucchese B      | 16 | 16 | 7  | 2 | 7  | 33 | 28 | 1,18 |
|  | 5.   | Pietrasanta     | 16 | 16 | 7  | 2 | 7  | 38 | 35 | 1,08 |
|  | 6.   | Pisa B          | 16 | 16 | 8  | 0 | 8  | 31 | 32 | 0,97 |
|  | 7.   | Pontedera B     | 13 | 16 | 5  | 3 | 8  | 25 | 35 |      |
|  | 8.   | Elbana          | 12 | 16 | 5  | 2 | 9  | 27 | 46 |      |
|  | 9.   | C.M.A.S.A.      | 9  | 16 | 3  | 3 | 10 | 21 | 46 |      |

Legenda:
      Ammesso alle finali regionali.
      Retrocesso in Seconda Divisione.
Regolamento:
Due punti a vittoria, uno a pareggio, zero a sconfitta.
Quoziente reti in caso di pari punti, per qualsiasi posizione di classifica.

### Girone B

#### Squadre partecipanti
| Squadra                                                           | Città (provincia)         | Stagione precedente |
| ----------------------------------------------------------------- | ------------------------- | ------------------- |
| A.S. Borgo a Buggiano                                             | Borgo a Buggiano (PT)     |                     |
| Dop. Interaziendale "Italo Gambacciani" Sez. Calcio (B = riserve) | Empoli (FI)               |                     |
| A.C. Fiorentina (C = allievi)                                     | Firenze                   |                     |
| U.S. Monsummano                                                   | Monsummano (PT)           |                     |
| U.S. Montecatini                                                  | Montecatini Terme (PT)    |                     |
| G.S.F. Peretola                                                   | Firenze-Peretola          |                     |
| A.C. Pistoia (B = riserve)                                        | Pistoia                   |                     |
| A.C. Prato (B = riserve)                                          | Prato (FI)                |                     |
| G.S.C. Richard Ginori                                             | Sesto Fiorentino (FI)     |                     |
| S.S. San Piero Agliana                                            | San Piero di Agliana (PT) |                     |
| S.S. delle Signe (B = riserve)                                    | Signa (FI)                |                     |
| A.C. Siena (B = riserve)                                          | Siena                     |                     |

### Classifica finale
|  | Pos. | Squadra           | Pt | G  | V  | N | P  | GF | GS | QR   |
|  | ---- | ----------------- | -- | -- | -- | - | -- | -- | -- | ---- |
|  | 1.   | Montecatini       | 35 | 22 | 16 | 3 | 3  | 66 | 19 |      |
|  | 2.   | Monsummano        | 29 | 22 | 13 | 3 | 6  | 75 | 30 |      |
|  | 3.   | Peretola          | 28 | 22 | 13 | 2 | 7  | 50 | 38 |      |
|  | 4.   | Richard Ginori    | 27 | 22 | 10 | 7 | 5  | 45 | 25 | 1,80 |
|  | 5.   | Le Signe B        | 27 | 22 | 12 | 3 | 7  | 53 | 33 | 1,61 |
|  | 6.   | San Piero Agliana | 27 | 22 | 12 | 3 | 7  | 47 | 42 | 1,12 |
|  | 7.   | Borgo a Buggiano  | 23 | 22 | 9  | 5 | 8  | 46 | 44 |      |
|  | 8.   | Fiorentina C      | 20 | 22 | 8  | 4 | 10 | 42 | 53 |      |
|  | 9.   | Siena B           | 17 | 22 | 8  | 1 | 13 | 42 | 47 |      |
|  | 10.  | Prato B           | 15 | 22 | 4  | 7 | 11 | 26 | 48 |      |
|  | 11.  | Pistoia B         | 9  | 22 | 2  | 5 | 15 | 15 | 81 |      |
|  | 12.  | Empoli B          | 7  | 22 | 0  | 7 | 15 | 20 | 67 |      |

Legenda:
      Ammesso alle finali regionali.
      Retrocesso in Seconda Divisione.
Regolamento:
Due punti a vittoria, uno a pareggio, zero a sconfitta.
Quoziente reti in caso di pari punti, per qualsiasi posizione di classifica.

### Girone finale A (promozione)
- Forte dei Marmi
- Monsummano
- Montecatini
- Piombino

#### Verdetti
- Il Monsummano, il Montecatini ed il Piombino si ritirano durante la finale, lasciano il solo Forte dei Marmi che viene automaticamente ammesso alla finalissima per il titolo ed promosso in Serie C 1940-1941.

### Girone finale B (riserve)

#### Classifica
|  | Pos. | Squadra      | Pt       | G | V | N | P | GF | GS | QR |
|  | ---- | ------------ | -------- | - | - | - | - | -- | -- | -- |
|  | 1.   | Livorno B    | 4        | 2 | 2 | 0 | 0 | 11 | 3  |    |
|  | 2.   | Le Signe B   | 0        | 2 | 0 | 0 | 2 | 3  | 11 |    |
|  | --   | Fiorentina C | Ritirato |   |   |   |   |    |    |    |
|  | --   | Lucchese B   | Ritirato |   |   |   |   |    |    |    |

Legenda:
      Ammesso alla finalissima.
 Ritirato prima dell’inizio della finale.
Regolamento:
Due punti a vittoria, uno a pareggio, zero a sconfitta.
Quoziente reti in caso di pari punti, per qualsiasi posizione di classifica.

### Finalissima per il titolo
- Il Livorno B rinuncia alla finalissima ed il Forte dei Marmi è campione toscano di Prima Divisione e promosso in Serie C 1940-1941.

## Marche
Direttorio IX Zona (Marche e Dalmazia).

### Girone unico

#### Squadre partecipanti
| Squadra                               | Città (provincia)     | Stagione precedente |
| ------------------------------------- | --------------------- | ------------------- |
| Dop. Adriano Cecchetti                | Porto Civitanova (MC) |                     |
| S.P. Alma Juventus (B = riserve)      | Fano (PS)             |                     |
| U.S. Anconitana-Bianchi (B = riserve) | Ancona                |                     |
| A.C. Dalmazia                         | Zara                  |                     |
| S.S. Enzo Andreanelli                 | Ancona                |                     |
| U.S. Fermana                          | Fermo                 |                     |
| Comando Giovani Fascisti G.I.L.       | Senigallia (AN)       |                     |
| A.C. Macerata (B = riserve)           | Macerata              |                     |
| S.S. Osimana                          | Osimo (AN)            |                     |
| G.I.L. Recanati                       | Recanati (MC)         |                     |
| Pol. Dop. Riuniti                     | Porto Recanati (MC)   |                     |
| U.S. Tolentino                        | Tolentino (MC)        |                     |
| F.G.C. di Urbino                      | Urbino                |                     |
| S.S. Vis (B = riserve)                | Pesaro                |                     |

#### Classifica finale
|  | Pos. | Squadra           | Pt | G  | V | N | P | GF | GS | QR |
|  | ---- | ----------------- | -- | -- | - | - | - | -- | -- | -- |
|  | 1.   | ???               | ?? | 26 |   |   |   |    |    |    |
|  | 2.   | ???               | ?? | 26 |   |   |   |    |    |    |
|  | 3.   | ???               | ?? | 26 |   |   |   |    |    |    |
|  | 4.   | ???               | ?? | 26 |   |   |   |    |    |    |
|  | 5.   | ???               | ?? | 26 |   |   |   |    |    |    |
|  | 6.   | Adriano Cecchetti | ?? | 26 |   |   |   |    |    |    |
|  | 7.   | ???               | ?? | 26 |   |   |   |    |    |    |
|  | 8.   | ???               | ?? | 26 |   |   |   |    |    |    |
|  | 9.   | ???               | ?? | 26 |   |   |   |    |    |    |
|  | 10.  | ???               | ?? | 26 |   |   |   |    |    |    |
|  | 11.  | ???               | ?? | 26 |   |   |   |    |    |    |
|  | 12.  | ???               | ?? | 26 |   |   |   |    |    |    |
|  | 13.  | ???               | ?? | 26 |   |   |   |    |    |    |
|  | 14.  | ???               | ?? | 26 |   |   |   |    |    |    |

Legenda:
      Promossa in Serie C 1940-1941.
Regolamento:
Due punti a vittoria, uno a pareggio, zero a sconfitta.
Quoziente reti in caso di pari punti, per qualsiasi posizione di classifica.

## Lazio
Direttorio XI Zona (Lazio).
Sede: Via Colonna Antonina, 41 - Roma tel.67223.
Presidente: Rag. Federico Tedeschi

### Girone unico

#### Squadre partecipanti
| Squadra                        | Città (provincia)   | Stagione precedente |
| ------------------------------ | ------------------- | ------------------- |
| G.A. Ala Littoria              | Roma                |                     |
| A.S. Avia                      | Marino              |                     |
| A.S. Ardita Frecce Nere        | Roma-San Lorenzo    |                     |
| D.A. B.P.D.                    | Colleferro (RM)     |                     |
| G.S. Cassa Nazionale Commercio | Roma                |                     |
| G.S. Fausto Cecconi            | Roma                |                     |
| G.I.L. Gaeta                   | Gaeta (LT)          |                     |
| G.S. M.A.T.E.R. (B = riserve)  | Roma                |                     |
| U.S. Isola Liri                | Isola del Liri (FR) |                     |
| U.S. Italia Nova               | Roma-Porta Maggiore |                     |
| S.G.S. Fortitudo               | Roma                |                     |
| S.S. Fortitudo Nova            | Roma                |                     |
| S.S. Tivoli                    | Tivoli (RM)         |                     |
| A.S. Trastevere                | Roma-Trastevere     |                     |
| G.S. Trionfale                 | Roma-Trionfale      |                     |

#### Classifica finale
|  | Pos. | Squadra                   | Pt       | G  | V  | N | P  | GF | GS | QR    |
|  | ---- | ------------------------- | -------- | -- | -- | - | -- | -- | -- | ----- |
|  | 1.   | Avia                      | 45       | 26 | 21 | 3 | 2  | 80 | 18 |       |
|  | 2.   | Trionfale                 | 40       | 26 | 17 | 6 | 3  | 43 | 23 |       |
|  | 3.   | Cassa Nazionale Commercio | 39       | 26 | 17 | 5 | 4  | 49 | 14 |       |
|  | 4.   | MATER B                   | 36       | 26 | 15 | 6 | 5  | 44 | 17 |       |
|  | 5.   | Gaeta                     | 29       | 26 | 11 | 7 | 8  | 42 | 35 |       |
|  | 6.   | Ala Littoria              | 24       | 26 | 9  | 6 | 11 | 41 | 35 |       |
|  | 7.   | Trastevere                | 23       | 26 | 8  | 7 | 11 | 31 | 40 |       |
|  | 8.   | Isola Liri                | 22       | 26 | 9  | 4 | 13 | 34 | 60 |       |
|  | 9.   | Italia Nova (-2)          | 20       | 26 | 8  | 6 | 12 | 40 | 41 | 0,975 |
|  | 10.  | Fausto Cecconi            | 20       | 26 | 8  | 4 | 14 | 36 | 49 | 0,923 |
|  | 11.  | BPD Colleferro            | 20       | 26 | 6  | 8 | 12 | 29 | 50 | 0,580 |
|  | 12.  | Fortitudo                 | 14       | 26 | 6  | 2 | 18 | 36 | 66 |       |
|  | 13.  | Tivoli                    | 12       | 26 | 5  | 2 | 19 | 29 | 65 |       |
|  | -    | Ardita Frecce Nere        | Ritirata |    |    |   |    |    |    |       |
|  | -    | Fortitudo Nova            | Ritirata |    |    |   |    |    |    |       |

Legenda:
      Promossa in Serie C 1940-1941.
Regolamento:
Due punti a vittoria, uno a pareggio, zero a sconfitta.
Quoziente reti in caso di pari punti, per qualsiasi posizione di classifica.
Note:
Italia Nova ha scontato 2 punti di penalizzazione in classifica per due rinunce.
Verdetti

## Abruzzi e Molise
Direttorio XII Zona (Abruzzi - Molise).
Sede: Palazzo del Littorio - Aquila degli Abruzzi.
Presidente: Avv. Francesco Bologna.

### Girone unico

#### Squadre partecipanti
| Squadra                       | Città (provincia)         | Stagione precedente |
| ----------------------------- | ------------------------- | ------------------- |
| A.S. L'Aquila (B = riserve)   | L'Aquila                  |                     |
| S.P. Castrum (B = riserve)    | Giulianova (TE)           |                     |
| S.S. Chieti                   | Chieti                    |                     |
| A.C. Lanciano                 | Lanciano (CH)             |                     |
| G.I.L. Montesilvano           | Montesilvano (PE)         |                     |
| O.N.D. Pantaleone Rapino      | Ortona (CH)               |                     |
| S.S. Pescara (B = riserve)    | Pescara                   |                     |
| U.S. Pro Italia               | Pratola Peligna (AQ)      |                     |
| G.I.L. Roseto                 | Roseto degli Abruzzi (TE) |                     |
| S.S. Sulmona                  | Sulmona (AQ)              |                     |
| A.P. Interamnia (B = riserve) | Teramo                    |                     |

#### Classifica finale
|  | Pos. | Squadra   | Pt | G  | V  | N | P | GF | GS | QR    |
|  | ---- | --------- | -- | -- | -- | - | - | -- | -- | ----- |
|  | 1.   | Pescara B | ?? | 20 |    |   |   |    |    |       |
|  | 2.   | Lanciano  | ?? | 20 |    |   |   |    |    |       |
|  | 3.   | Chieti    | 25 | 20 | 10 | 5 | 5 | 44 | 24 | 1,833 |
|  | 4.   | ???       | ?? | 20 |    |   |   |    |    |       |
|  | 5.   | ???       | ?? | 20 |    |   |   |    |    |       |
|  | 6.   | ???       | ?? | 20 |    |   |   |    |    |       |
|  | 7.   | ???       | ?? | 20 |    |   |   |    |    |       |
|  | 8.   | ???       | ?? | 20 |    |   |   |    |    |       |
|  | 9.   | ???       | ?? | 20 |    |   |   |    |    |       |
|  | 10.  | ???       | ?? | 20 |    |   |   |    |    |       |
|  | 11.  | ???       | ?? | 20 |    |   |   |    |    |       |

Legenda:
      Campione Abruzzese di Prima Divisione.
      Promosso in Serie C 1940-1941.
Regolamento:
Due punti a vittoria, uno a pareggio, zero a sconfitta.
Pari merito in caso di pari punti.

### Verdetti finali
- Chieti ammesso successivamente in Serie C 1940-1941.

## Campania
Direttorio XIII Zona (Campania).
Sede: Via Medina, 63 - Napoli tel. 28872.
Presidente: Dott.Ing. Marchese Gaetano Del Pezzo.

### Girone unico

#### Squadre partecipanti
| Squadra                                 | Città (provincia)              | Stagione precedente |
| --------------------------------------- | ------------------------------ | ------------------- |
| G.S. Baratta (B = riserve)              | Battipaglia (SA)               |                     |
| F.S. Benevento                          | Benevento                      |                     |
| U.S.F. Caivanese                        | Caivano (NA)                   |                     |
| U.S. Casertana                          | Caserta                        |                     |
| U.S. Cavese                             | Cava de' Tirreni (SA)          |                     |
| S.S. Giovinezza                         | Portici (NA)                   |                     |
| U.S.F. Ilva Bagnolese (B = riserve)     | Napoli-Bagnoli                 |                     |
| G.I.L. Pompei                           | Pompei (NA)                    |                     |
| U.S. Salernitana Fascista (B = riserve) | Salerno                        |                     |
| U.S.F. Sangiovannese                    | Napoli-San Giovanni a Teduccio |                     |
| U.S. Savoia (B = riserve)               | Torre Annunziata (NA)          |                     |
| U.S. Scafatese                          | Scafati (SA)                   |                     |
| A.C. Stabia (B = riserve)               | Castellammare di Stabia (NA)   |                     |

#### Classifica finale
|  | Pos. | Squadra               | Pt | G  | V  | N | P  | GF | GS | QR    |
|  | ---- | --------------------- | -- | -- | -- | - | -- | -- | -- | ----- |
|  | 1.   | Cavese                | 36 | 24 | 16 | 4 | 4  | 56 | 30 | 1,866 |
|  | 2.   | Caivanese             | 30 | 24 | 13 | 4 | 7  | 47 | 37 | 1,270 |
|  | 3.   | Salernitana B         | 29 | 24 | 14 | 1 | 9  | 48 | 46 | 1,043 |
|  | 4.   | Casertana             | 27 | 24 | 11 | 5 | 9  | 57 | 30 | 1,900 |
|  | 4.   | Sangiovannese         | 27 | 24 | 12 | 3 | 9  | 52 | 40 | 1,300 |
|  | 4.   | Pompei                | 27 | 24 | 12 | 3 | 9  | 34 | 34 | 1,000 |
|  | 7.   | Scafatese             | 26 | 24 | 10 | 6 | 8  | 35 | 29 | 1,206 |
|  | 7.   | Ilva Bagnolese B      | 26 | 24 | 12 | 2 | 10 | 47 | 43 | 1,093 |
|  | 9.   | Giovinezza            | 24 | 24 | 10 | 4 | 10 | 44 | 36 | 1,222 |
|  | 10.  | Savoia B              | 20 | 24 | 7  | 6 | 11 | 37 | 48 | 0,771 |
|  | 11.  | Benevento             | 19 | 24 | 7  | 5 | 12 | 36 | 42 | 0,857 |
|  | 12.  | Stabia B              | 14 | 24 | 5  | 4 | 15 | 30 | 61 | 0,492 |
|  | 13.  | Baratta Battipaglia B | 7  | 24 | 2  | 3 | 19 | 25 | 75 | 0,333 |

Legenda:
      Promosse in Serie C 1940-1941.
Regolamento:
Due punti a vittoria, uno a pareggio, zero a sconfitta.
Quoziente reti in caso di pari punti, per qualsiasi posizione di classifica.
Note:
Differenza complessiva di 3 reti nel rapporto gol fatti/gol subiti : 548/551.

## Puglia
Direttorio XIV Zona (Puglia).
Sede: Corso Vittorio Emanuele, 193 - Bari tel. 13404.
Presidente: Capitano Giosuè Poli.

### Girone unico

#### Squadre partecipanti
| Squadra                   | Città (provincia)      | Stagione precedente |
| ------------------------- | ---------------------- | ------------------- |
| U.S. Azzaretti            | Bari - fraz. Carbonara |                     |
| U.S.F. Bitonto            | Bitonto (BA)           |                     |
| A.S. Brindisi (B=riserve) | Brindisi               |                     |
| U.S. Foggia (B=riserve)   | Foggia                 |                     |
| U.S. Gioiese              | Gioia del Colle (BA)   |                     |
| U.S. Grumo                | Grumo Appula (BA)      |                     |
| A.S. Molfetta (B=riserve) | Molfetta (BA)          |                     |
| S.S. Trani                | Trani (BA)             |                     |

#### Classifica finale
|  | Pos. | Squadra             | Pt | G  | V | N | P | GF | GS | QR    |
|  | ---- | ------------------- | -- | -- | - | - | - | -- | -- | ----- |
|  | 1.   | Brindisi B          | 22 | 14 | 9 | 4 | 1 | 23 | 11 | 2,091 |
|  | 2.   | Trani               | 21 | 14 | 8 | 5 | 1 | 31 | 12 | 2,583 |
|  | 3.   | Foggia B            | 16 | 14 | 7 | 2 | 5 | 28 | 21 | 1,333 |
|  | 4.   | Molfetta B          | 15 | 14 | 5 | 5 | 4 | 18 | 19 | 0,947 |
|  | 5.   | Azzaretti Carbonara | 12 | 14 | 5 | 2 | 7 | 23 | 31 | 0,742 |
|  | 6.   | Bitonto             | 9  | 14 | 3 | 3 | 9 | 11 | 17 | 0,647 |
|  | 7.   | Gioiese (-1)        | 8  | 14 | 4 | 1 | 9 | 17 | 26 | 0,654 |
|  | 7.   | Grumo               | 8  | 14 | 3 | 2 | 9 | 16 | 30 | 0,533 |

Legenda:
      Promossa in Serie C 1940-1941.
      Retrocessa in Seconda Divisione Pugliese 1940-1941.
Regolamento:
Due punti a vittoria, uno a pareggio, zero a sconfitta.
Quoziente reti in caso di pari punti, per qualsiasi posizione di classifica.
Note:
Gioiese ha scontato 1 punto di penalizzazione in classifica per una rinuncia.
Direttorio XV Zona (Lucania).
Sede: Via Pretoria, 10 - Potenza.
Presidente: Aniello Mazza di Torre del Greco.
Non fu organizzato alcun campionato a livello Federale, ma solo dei tornei locali non vincolanti per la promozione.
Società affiliate:

## Calabria
Direttorio XVI Zona (Calabria).
Sede: Piazza T. Campanella, 6 - Cosenza.
Presidente: Rag. Massimo Cavalcanti.
Società affiliate:

### Girone unico

#### Squadre partecipanti
| Squadra                    | Città (provincia) | Stagione precedente                                                   |
| -------------------------- | ----------------- | --------------------------------------------------------------------- |
| A.S. Cosenza (B = riserve) | Cosenza           |                                                                       |
| S.S. Fascista Crotone      | Crotone (CZ)      |                                                                       |
| A.S. Reggina               | Reggio Calabria   | "Dominante A" 1ª in Serie C/gir.H; "B" in 1ª Div.Calabria, insolvente |
| Soverato                   | Soverato (CZ)     |                                                                       |

#### Classifica finale
- La Reggina interruppe l’attività per cause belliche.

## Sicilia
Direttorio XVII Zona (Sicilia).
Sede: Via Pignatelli Aragona, 18 - Palermo tel. 12-501.
Presidente: Salvatore Barbaro.
Nuove affiliazioni 1938-39:

### Girone A

#### Squadre partecipanti
| Squadra                         | Città (provincia)    | Stagione precedente |
| ------------------------------- | -------------------- | ------------------- |
| G.S. 58º Corpo Vigili del Fuoco | Palermo              |                     |
| U.S. Empedoclina                | Porto Empedocle (AG) |                     |
| U.S. Juventina Palermo          | Palermo              |                     |
| S.C. Juventus                   | Trapani              |                     |
| S.C. Marsala 1912               | Marsala (TP)         |                     |
| A.C. Palermo (B = riserve)      | Palermo              |                     |
| A.C. Solunto                    | Santa Flavia (PA)    |                     |
| A.S. Termitana                  | Termini Imerese (PA) |                     |

#### Classifica finale
|  | Pos. | Squadra              | Pt | G  | V | N | P | GF | GS | QR |
|  | ---- | -------------------- | -- | -- | - | - | - | -- | -- | -- |
|  | 1.   | Juventina Palermo    | 24 | 14 |   |   |   |    |    |    |
|  | 2.   | Marsala              | 18 | 14 |   |   |   |    |    |    |
|  | 3.   | Juventus Trapani     | 16 | 14 |   |   |   |    |    |    |
|  | 4.   | Palermo B (-1)       | 13 | 14 |   |   |   |    |    |    |
|  | 5.   | Empedoclina (-1)     | 12 | 14 |   |   |   |    |    |    |
|  | 6.   | Termitana            | 11 | 14 |   |   |   |    |    |    |
|  | 7.   | Solunto              | 11 | 14 |   |   |   |    |    |    |
|  | 8.   | VV. FF. Palermo (-2) | 3  | 14 |   |   |   |    |    |    |

Legenda:
      Promosso in Serie C 1940-1941.
Regolamento:
Due punti a vittoria, uno a pareggio, zero a sconfitta.
Quoziente reti in caso di pari punti, per qualsiasi posizione di classifica.
Note:
Differenza complessiva di 3 reti nel rapporto gol fatti/gol subiti : 548/551.
Empedoclina e Palermo B hanno scontato 1 punto di penalizzazione in classifica per una rinuncia.
Vigili del Fuoco ha scontato 2 punti di penalizzazione in classifica per due rinunce.
Verdetti
- Juventina Palermo promossa in Serie C 1940-1941 come finalista contro una squadra riserve.

### Girone B

#### Squadre partecipanti
| Squadra                      | Città (provincia) | Stagione precedente |
| ---------------------------- | ----------------- | ------------------- |
| A.C.F. Catania (B = riserve) | Catania           |                     |
| Luigi Boer                   | Messina           |                     |
| A.C. Peloro                  | Messina           |                     |
| A.S. Siracusa (B = riserve)  | Siracusa          |                     |

#### Classifica finale
|  | Pos. | Squadra         | Pt | G | V | N | P | GF | GS | QR |
|  | ---- | --------------- | -- | - | - | - | - | -- | -- | -- |
|  | 1.   | Catania B       | 9  | 6 | 4 | 1 | 1 | 14 | 13 |    |
|  | 2.   | Peloro          | 6  | 6 | 2 | 2 | 2 | 4  | 8  |    |
|  | 3.   | Siracusa B      | 5  | 6 | 2 | 1 | 3 | 6  | 5  |    |
|  | 4.   | Luigi Boer (-1) | 3  | 6 | 2 | 0 | 4 | 4  | 10 |    |

Legenda:
      Promosso in Serie C 1940-1941.
Regolamento:
Due punti a vittoria, uno a pareggio, zero a sconfitta.
Quoziente reti in caso di pari punti, per qualsiasi posizione di classifica.
Note:
Luigi Boer ha scontato 1 punto di penalizzazione in classifica per una rinuncia.
Fonte:
- Scheda su Messinastory, su web.tiscali.it. URL consultato il 3 aprile 2014.

## Sardegna
Direttorio XVIII Zona (Sardegna).
Sede: Corso Vittorio Emanuele, 24 - (Cagliari) tel. 3966.
Presidente: Emanuele Leo.
Società affiliate:

### Girone A

#### Squadre partecipanti
| Squadra                     | Città (provincia)                 | Stagione precedente |
| --------------------------- | --------------------------------- | ------------------- |
| Dop. Az. Bacu Abis          | Bacu Abis, fraz. di Carbonia (CA) |                     |
| U.S. Cagliari (B = riserve) | Cagliari                          |                     |
| Dop. Az. Carbonia           | Carbonia (CA)                     |                     |
| GIL Sant'Antioco            | Sant'Antioco (CA)                 |                     |
| Dopolavoro San Gavino       | San Gavino Monreale (CA)          |                     |
| Dopolavoro Terralba         | Terralba (CA)                     |                     |

#### Classifica finale
|  | Pos. | Squadra          | Pt | G  | V | N | P  | GF | GS | QR   |
|  | ---- | ---------------- | -- | -- | - | - | -- | -- | -- | ---- |
|  | 1.   | San Gavino       | 15 | 10 | 6 | 3 | 1  | 23 | 9  |      |
|  | 2.   | Cagliari B       | 14 | 10 | 7 | 0 | 3  | 45 | 9  | 5,00 |
|  | 3.   | Bacu Abis        | 14 | 10 | 6 | 2 | 2  | 33 | 11 | 3,00 |
|  | 4.   | Carbonia         | 12 | 10 | 5 | 2 | 3  | 28 | 14 |      |
|  | 5.   | GIL Sant'Antioco | 3  | 10 | 1 | 1 | 8  | 6  | 50 |      |
|  | 6.   | Terralba         | 0  | 10 | 0 | 0 | 10 | 1  | 43 |      |

Legenda:
      Ammesso alle finali regionali.
Regolamento:
Due punti a vittoria, uno a pareggio, zero a sconfitta.
Quoziente reti in caso di pari punti, per qualsiasi posizione di classifica.

### Girone B

#### Squadre partecipanti
| Squadra                 | Città (provincia)                          | Stagione precedente |
| ----------------------- | ------------------------------------------ | ------------------- |
| U.S. Aquila             | Cagliari                                   |                     |
| Dop. Comunale Arborense | Oristano (CA)                              |                     |
| G.S. Corsica            | Nuoro                                      |                     |
| Dop. Az. Montevecchio   | Montevecchio, fraz. di Arbus e Guspin (CA) |                     |
| A.S. Macomer            | Macomer (NU)                               |                     |
| Villacidro              | Villacidro (CA)                            |                     |

#### Classifica finale
|  | Pos. | Squadra         | Pt | G  | V | N | P | GF | GS | QR |
|  | ---- | --------------- | -- | -- | - | - | - | -- | -- | -- |
|  | 1.   | Montevecchio    | 16 | 10 | 7 | 2 | 1 | 19 | 4  |    |
|  | 2.   | Aquila          | 13 | 10 | 4 | 5 | 1 | 10 | 13 |    |
|  | 3.   | Corsica         | 12 | 10 | 4 | 4 | 2 | 14 | 10 |    |
|  | 4.   | Macomer         | 9  | 10 | 3 | 3 | 4 | 11 | 14 |    |
|  | 5.   | Arborense (-2)  | 6  | 10 | 3 | 2 | 5 | 16 | 15 |    |
|  | 6.   | Villacidro (-1) | 1  | 10 | 0 | 2 | 8 | 7  | 24 |    |

Legenda:
      Ammesso alle finali regionali.
Regolamento:
Due punti a vittoria, uno a pareggio, zero a sconfitta.
Quoziente reti in caso di pari punti, per qualsiasi posizione di classifica.
Note:
Differenza complessiva di 3 reti nel rapporto gol fatti/gol subiti: 77/80.
Villacidro ha scontato 1 punto di penalizzazione in classifica per una rinuncia.
Arborense ha scontato 2 punti di penalizzazione in classifica per due rinunce.

### Girone C

#### Squadre partecipanti
| Squadra                              | Città (provincia)       | Stagione precedente |
| ------------------------------------ | ----------------------- | ------------------- |
| A.C. Alghero                         | Alghero (SS)            |                     |
| G.I.L. Sez. Sportiva Calangianus     | Calangianus (SS)        |                     |
| G.I.L. Ilva                          | La Maddalena (SS)       |                     |
| Ozieri                               | Ozieri (SS)             |                     |
| G.I.L. Terranova Olbia (B = riserve) | Terranova Pausania (SS) |                     |
| S.E.F. Torres                        | Sassari                 |                     |

#### Classifica finale
|  | Pos. | Squadra       | Pt | G  | V | N | P | GF | GS | QR |
|  | ---- | ------------- | -- | -- | - | - | - | -- | -- | -- |
|  | 1.   | Ilvamaddalena | 17 | 10 |   |   |   |    |    |    |
|  | 2.   | Terranova B   | 12 | 10 |   |   |   |    |    |    |
|  | 3.   | Ozieri        | 11 | 10 |   |   |   |    |    |    |
|  | 4.   | Calangianus   | 10 | 10 |   |   |   |    |    |    |
|  | 4.   | Torres        | 10 | 10 |   |   |   |    |    |    |
|  | 6.   | Alghero       | 0  | 10 |   |   |   |    |    |    |

Legenda:
      Ammesso alle finali regionali.
Regolamento:
Due punti a vittoria, uno a pareggio, zero a sconfitta.
Quoziente reti in caso di pari punti, per qualsiasi posizione di classifica.
N.B.
All'Alghero vengono date perse a tavolino (0-2) tutte le gare disputate per posizione irregolare di un suo tesserato.

### Girone finale
- Aquila Caglari
- Cagliari B
- Ilva
- Montevecchio
- Ozieri
- San Gavino

## Tripolitania
Direttorio XIX Zona (Tripolitania).
Sede: Ufficio Sportivo P.N.F. - (Tripoli) tel. 1714.
Presidente: Console Emanuele Parodi.
Squadre partecipanti alla 1.a Divisione:
Squadre partecipanti alla 2.a Divisione:

## Cirenaica
Direttorio XX Zona (Cirenaica).
Sede: Casella Postale 187 - Bengasi.
Presidente: Spartaco Falessi.
Squadre partecipanti alla 1ª Divisione:

## Somalia
Direttorio XXI Zona (Somalia).
Sede: Via Duca d'Aosta 14 - Mogadiscio.
Presidente: Dottor Giulio Valery.

### Girone unico
- Aviazione
- CO.RR.
- G.I.L.
- Milizia
- Mogadiscio
- Truppe

## Egeo - Rodi
Direttorio XXII Zona (Egeo).
Sede: presso Federazione Fasci di Combattimento - Rodi.
Commissario: Fernando Aliotti.
1. Acadia
Affiliate:

## Eritrea
Direttorio XXIII Zona (Eritrea).
Sede: presso Federazione Fasci di Combattimento - Asmara.
Commissario: Oliviero Billi.
Affiliate:

## Harar
Direttorio XXIV Zona (Harar).
Sede: presso Federazione Fasci di Combattimento - Harar.
Commissario: Luigi Cimino.
Affiliate:

## Amara
Direttorio XXV Zona (Amara).
Sede: presso Federazione Fasci di Combattimento - Asmara.
Commissario: Rag. Ermanno Trotta.
Affiliate:

## Scioa
Direttorio XXVI Zona (Scioa).
Sede: presso Federazione Fasci di Combattimento - Addis Abeba.
Commissario: Edmondo Biancotti.

### Girone unico
- Ala Littoria
- A.S.A. Citao
- Littorio
- M.V.S.N.
- S.S. Pastrengo
- Piave
- A.S. Roma d'Etiopia, Addis Abeba

## Galla e Sidama
Direttorio XXVII Zona (Galla e Sidama).
Sede: presso Federazione Fasci di Combattimento - Gimma.
Commissario: Luca Vassetti.

### Girone unico
- I Divisione Autoparco Galsida
- Labor

### Giornali sportivi
- Archivio della Gazzetta dello Sport, stagione 1939-1940, consultabile presso le Biblioteche (i risultati della Prima Divisione venivano pubblicati nelle 4 edizioni il lunedì e il giovedì con classifiche a punti di tutti i gironi e molti tabellini):
  - Biblioteca Nazionale Braidense di Milano;
  - Biblioteca Nazionale Centrale di Firenze;
  - Biblioteca Nazionale Centrale di Roma;
  - Biblioteca Civica Berio di Genova;
  - e presso Emeroteca del C.O.N.I. di Roma (non è online ma è da consultare in sede).
- Il Littoriale, quotidiano sportivo consultabile presso l'Emeroteca del CONI e la Biblioteca Nazionale Centrale di Firenze.
- La Provincia d'Aosta del 18 aprile 1940, p. 6 - consultabile on line.
- La Provincia di Bolzano, stagione 1939-1940 dal sito della Biblioteca Provinciale Italiana Claudia Augusta di Bolzano.
- La Voce di Mantova, stagione 1939-1940 - consultabile on line.
- Il Solco Fascista, stagione 1939-1940 - consultabile on line.
- Il Telegrafo, di Livorno, stagione 1939-1940, consultabile online.
- La Gazzetta d'Alba, di Alba, stagione 1939-1940, consultabile online.

### Libri
- Franco Reina, Carbonia, Carbosarda. Passione per la squadra biancoblù. La storia dal 1939 al 2000, Giampaolo Cirronis Editore, 2003.
- Biagio Fanelli, 50 anni di calcio a Trani, Bari, Giuseppe Favara AGIS Redentore, 1971.
- Guglielmo Formisano, Emozioni in rete. Storia fotografica della Scafatese dal 1922 al 2002, GM-Calamos, 2003, ISBN 9788888795010.
- Pietro Serina, La Sebinia - Un secolo della nostra storia, Castenedolo (BS), Stilgraf, settembre 2000.
- Salvatore Erbì, Di tacco e de puntera - Settant'anni di calcio a Villacidro, Cagliari, Aipsa Edizioni, ISBN 9788887636239.
- M. Favi, F. Piferi, C. Ruffini, La Legge del S.Girolamo - Storia della Narnese dalle origini ai giorni nostri, ZART Libri.
- Corrado Delunas e Carlo Fontanelli, 1903-2003 Torres ti amo - 100 anni di calcio a Sassari, Empoli (FI), Geo Edizioni S.r.l., 2003.